# Жоан Ріудавец Моль
Жоан Ріудавец Моль (ісп. Joan Riudavets Moll; 15 грудня 1889 — 5 березня 2004) — іспанський довгожитель, вік якого підтверджений Групою геронтологічних досліджень (GRG) та Групою LongeviQuest (LQ). Наразі він є найстарішим чоловіком в Іспанії. Він став найстарішою підтвердженою людиною в Європі, після смерті італійської довгожительки Марії Терези Лігоріо в травні 2003 року. 28 вересня 2003 року після смерті Юкіті Тюгандзі він став найстарішим живим чоловіком у світі. Помер у віці 114 років і 81 день.

## Біографія
Жоан Ріудавец народився на острові Менорка, Іспанія.
Його мати Каталіна Моль Меркадес померла у віці 25 років наприкінці грудня 1889 року. Приблизно тоді народилася його дружина, з якою він одружується у 28 років у 1917 році.
Ріудавец все життя працював кравцем, у 1954 році вийшов на пенсію, після чого став радником у рідному селі Ес-Міджорн-Гран. Він все життя був на середземноморській дієті, яка включає в себе: оливкову олію, помідори, рибу й хліб. Ріудавец до самої смерті був дуже активним, у прекрасній фізичній формі, спроможний ходити без сторонньої допомоги і навіть їздити на велосипеді. Його захопленням були гра на гітарі, спів і гра у футбол.
У 1979 році померла його дружина, проживши разом 62 роки.
Він помер у віці 114 років після застуди протягом декількох днів, на острові Менорка. Він був останнім підтвердженим чоловіком, який народився в 1880-х роках та 3-м чоловіком, який дожив до 114 років і 81 дня.
Жоана пережили двоє молодших братів: Пере, який помер у 2006 році у віці 105 років та Жузеп, який помер у 2009 році у віці 102 років.
Після його смерті найстарішим живим чоловіком у світі став Фредерік Гарольд Гейл з США.

## Рекорди довгожителя
- Жоан Ріудавец є найстарішим верифікованим чоловіком, який коли-небудь жив у Європі і одним із семи повністю верифікованих чоловіків в історії, які прожили понад 114 років.